# Campionato sudamericano femminile di pallacanestro 1972
Il 14º Campionato dell'America Meridionale Femminile di Pallacanestro (noto anche come FIBA South American Championship for Women 1972) si è svolto dal 3 al 15 marzo 1972 a Lima, in Perù. Il torneo è stato vinto dalla nazionale brasiliana.

## Squadre partecipanti
- Argentina
- Bolivia
- Brasile
- Cile
- Colombia
- Ecuador
- Paraguay
- Perù

## Classifica finale
| Pos | Squadra   | V-P |
| --- | --------- | --- |
|     | Brasile   | 7-0 |
|     | Perù      | 5-2 |
|     | Paraguay  | 5-2 |
| 4   | Argentina | 4-3 |
| 5   | Cile      | 3-4 |
| 6   | Colombia  | 3-4 |
| 7   | Bolivia   | 1-6 |
| 8   | Ecuador   | 0-7 |